# 蔡桓侯
蔡桓侯（？—前695年），姬姓，名封人，為春秋諸侯國蔡國君主之一，他為蔡宣侯兒子，承襲蔡宣侯擔任該國君主，在位期間為前714年—前695年，共20年。

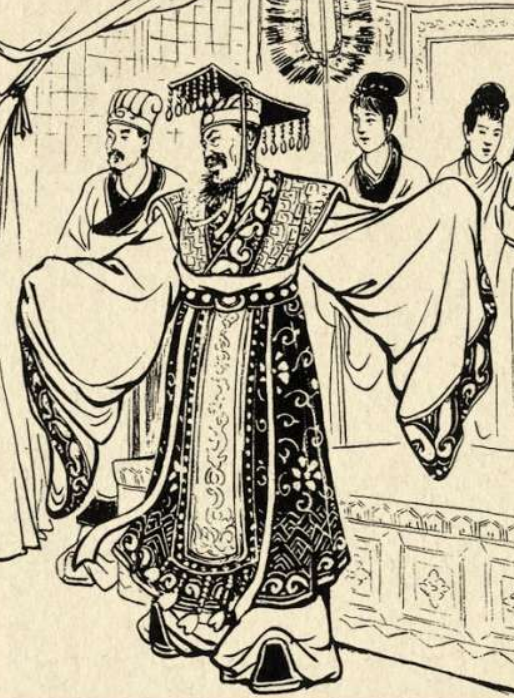
连环画《医学家扁鹊》中的蔡桓侯画像

《韩非子·喻老》說，扁鹊到蔡国见蔡桓公，多次勸他治療小病，桓公諱疾忌醫，拒絕醫療，便病死了。此「蔡桓公」並非「蔡桓侯」，是田齊桓公，因田齊桓公曾居於「蔡」（臨淄的一個地名），所以按當時的習慣又稱田齊為蔡國（蔡國當時是楚國領土），所以韓非說的蔡桓公就是田齊桓公。

## 家庭
- 父，蔡宣侯
- 弟，蔡哀侯，蔡桓侯胞弟，繼承桓侯爵位。